# Cacosternum
Cacosternum är ett släkte av groddjur. Cacosternum ingår i familjen Pyxicephalidae.
Släktets arter förekommer i östra och södra Afrika.
Arter enligt Catalogue of Life:
- Cacosternum boettgeri
- Cacosternum capense
- Cacosternum karooicum
- Cacosternum leleupi
- Cacosternum namaquense
- Cacosternum nanum
- Cacosternum platys
- Cacosternum plimptoni
- Cacosternum poyntoni
- Cacosternum striatum

Verket Amphibian Species of the World, an Online Reference listar dessutom:
- Cacosternum aggestum
- Cacosternum australis
- Cacosternum kinangopensis
- Cacosternum nanogularum
- Cacosternum parvum
- Cacosternum rhythmum
- Cacosternum thorini